# Astromerítis
Astromerítis är en ort i Cypern.   Den ligger i distriktet Eparchía Lefkosías, i den centrala delen av landet, 30 km väster om huvudstaden Nicosia. Astromerítis ligger 159 meter över havet och antalet invånare är 2 463. Den ligger på ön Cypern.
Terrängen runt Astromerítis är platt åt nordost, men åt sydväst är den kuperad.Trakten runt Astromerítis är ganska glesbefolkad, med 31 invånare per kvadratkilometer. Närmaste större samhälle är Mórfou, 7,6 km nordväst om Astromerítis. Trakten runt Astromerítis är i huvudsak ett öppet busklandskap.
Medelhavsklimat råder i trakten. Årsmedeltemperaturen i trakten är 21 °C. Den varmaste månaden är juli, då medeltemperaturen är 34 °C, och den kallaste är januari, med 9 °C. Genomsnittlig årsnederbörd är 474 millimeter. Den regnigaste månaden är december, med i genomsnitt 108 mm nederbörd, och den torraste är augusti, med 1 mm nederbörd.